# Raymond Passello
Raymond Passello (Ginevra, 12 gennaio 1905 – Ginevra, 16 marzo 1987) è stato un calciatore svizzero, di ruolo attaccante.

## Palmarès

### Club

#### Competizioni nazionali
- Campionato svizzero: 5

Servette: 1924-1925, 1925-1926, 1929-1930, 1932-1933, 1933-1934
- Coppa Svizzera: 1

Servette: 1927-1928